# Horton Hears a Who! (película)
Horton Hears a Who!, también conocido como Dr. Seuss' Horton Hears a Who! (Horton y el mundo de los Quién en Hispanoamérica y Horton en España) es una película estadounidense animada producida por Blue Sky Studios y estrenada en cines por 20th Century Fox el 14 de marzo de 2008, basada en el cuento infantil escrito por Dr. Seuss y protagonizada por Jim Carrey (en la voz de Horton), y por Steve Carell (en la voz de Ned McDodd).
Es la primera película basada en los cuentos del Dr. Seuss que se realizó en forma animada, en vista del fracaso comercial que sufrió la película The Cat in the Hat y la subsecuente decisión de Audrey Stone, esposa de Dr. Seuss, de no realizar ningún otro filme con actores reales.

## Argumento
Una partícula se desprende de su lugar oscuro y se envía a la deriva a través de la Jungla de Nool. Al mismo tiempo, Horton el Elefante, el excéntrico profesor de naturaleza de la jungla, se da un chapuzón en un lago. La partícula pasa flotando junto a él en el aire y oye un pequeño grito que sale de ella. Creyendo que toda una sociedad de criaturas microscópicas vive en esa partícula, la persigue antes de colocarla sobre un trébol. Horton descubre que la partícula alberga la ciudad de Villa Quién y sus habitantes, los Quién, liderados por el alcalde Ned McDodd, cuya familia incluye a su esposa Sally, 96 hijas cuyos nombres comienzan con la letra H y un hijo adolescente llamado JoJo. A pesar de ser el hijo mayor y el próximo en la fila para el puesto de alcalde, JoJo no quiere ser el próximo alcalde y no habla porque tiene mucho miedo de decepcionar a su padre. Una vez que Horton comienza a llevar la partícula con él, la ciudad comienza a experimentar fenómenos extraños (terremotos y cambios en el clima), y el alcalde encuentra sus intentos de advertir a Villa Quién desafiados por el Consejo, dirigido por el presidente oportunista pero condescendiente.
Después de que hace contacto con Horton, el alcalde se entera por la Dra. Mary Lou LaRue que Villa Quién será destruida si Horton no encuentra un "hogar más seguro y estable". Con la ayuda de su mejor amigo Morton, un ratón, Horton decide colocar la partícula en la cima del monte Nool, el lugar más seguro de la jungla. La jefa de la jungla, la Cangura, que se niega a creer que los Quién existen, exige en numerosas ocasiones que Horton renuncie a la partícula por eclipsar su autoridad, pero Horton se niega. También están tomando fuerza hacia Horton los hermanos Malvadín, un grupo de monos a los que les gusta causar estragos y miseria a cualquiera. Finalmente, la Cangura recluta a un siniestro buitre llamado Vlad Vladikoff para deshacerse de la partícula por la fuerza.
Después de algunos intentos fallidos, Vlad se las arregla para robarle el trébol a Horton y la deja caer en un campo masivo de tréboles rosas idénticos causando un temblor apocalíptico en Villa Quién. Después de recoger sin éxito 2,999,999 tréboles, Horton finalmente recupera el trébol (exactamente el trébol 3,000,000). La Cangura finalmente descubre, gracias a la Sra. Quilligan, una pájaro, que Horton todavía tiene la partícula, y ella reúne a la comunidad de la jungla para luchar contra Horton, diciendo que su objetivo conducirá a la anarquía. Al arrinconarlo, la Cangura le ofrece a Horton una última oportunidad de renunciar a la existencia de Villa Quién. Horton se niega y, a pesar del sincero discurso que da, la Cangura ordena a los animales que lo aten y enjaulen, y que destruyan la partícula y Villa Quién en una olla de aceite de girasol. El alcalde enlista a toda su gente a hacer ruido gritando "¡Estamos aquí!", además de tocar una variedad de instrumentos, para que todos los animales puedan escucharlos, asistidos por el "Sinfonófono" de JoJo, un invento que crea una enorme contribución musical y revela que la verdadera pasión de JoJo es la música, pero aún no logra penetrar la superficie de la partícula.
La Cangura le arrebata la flor al debilitado y capturado Horton y se prepara para dejarla caer en la olla. Mientras tanto, JoJo agarra la bocina que se usa para proyectar la voz de Horton, sube a la torre más alta y grita "¡YOPP!", rompiendo la barrera del sonido segundos antes de que la partícula caiga en el aceite. Rudy, el hijo de la Canguro, agarra el trébol y proclama que puede oír a los Quién, y los otros animales de Nool notan que ellos también pueden oírlos. A pesar de las objeciones de su madre, Rudy devuelve la flor al liberado y recuperado Horton. Al darse cuenta de la verdad sobre la existencia de los Quién, los animales aíslan a la Cangura por engañarlos. Mientras es elogiado por su integridad por sus vecinos, Horton incluso perdona a la devastada y arrepentida Cangura, y ella se hace amiga de él con un paraguas improvisado para Villa Quién. La película termina con la gente de Villa Quién y los animales de Nool reunidos para recitar el coro de "Can't Fight This Feeling" de REO Speedwagon, y el narrador revela que la jungla de Nool (y la Tierra en su conjunto) es solo una partícula, como Villa Quién, entre muchas otras, flotando en el espacio exterior.

## Reparto
Inglés:
- Jim Carrey: Horton el Elefante
- Steve Carell: Ned O'Malley, el Alcalde de Villa Quién
- Carol Burnett: Kangaroo
- Will Arnett: Vlad el Buitre
- Seth Rogen: Morton, el Ratón
- Dan Fogler: Yummo el Gorila
- Amy Poehler: Sally O'Malley
- Isla Fisher: Doctora Mary Lou Larue
- Jaime Pressly: Sra. Quilligan
- Jesse McCartney: JoJo O'Malley
- Josh Flitter: Rudy
- Jonah Hill: Tommy
- Laura Ortiz: Jessica
- Joey King: Katie
- Selena Gomez: Helga, hija del alcalde

Doblaje para Hispanoamérica:
- Rubén Cerda: Horton el Elefante
- Juan Antonio Edwards: Ned O'Malley, el Alcalde de Villa Quién
- Monserrat Ontiveros: Kangaroo
- Sandra Echeverría: Sra. Quilligan
- Rogelio Guerra: El Presidente
- Susana Moreno: Jessica
- Sebastián Llapur: Vlad
- Jessica Ortiz: Sally O'Malley
- Eduardo Giaccardi: Morton el Ratón
- Claudio Yarto: Yummo
- Mariano Osorio: Narrador
- Óscar Flores: Horton en el tráiler

Voces Adicionales: 

| - Alfonso Ramírez - Andrés García - Arturo Castañeda - Berenice Ruiz - Carlos Águila - Carlos Enrique Bonila - Carlos Hernández - Carlos Jaime - César Arias - Christine Byrd - Cynthia de Pando - Dulce Guerrero - Elsa Covián - Emilio Treviño - Esteban Desco - Esteban Silva - Fernando Manzano - Gisela Ramírez - Gloria Elena Obregón | - Irina Indigo - Itzel Mendoza - Jessica Ángeles - José Luis Miranda - Karla Vaquero - Liza Willert - Lupita Leal - Luis Daniel Ramírez - Magdalena Duarte - María Hernández - Monserrat Mendoza - Paulina García Casillas - Raúl Estrada - Raymundo Armijo - Ricardo Brust - Rodrigo Gutiérrez - Rosalba Sotelo - Rosanelda Aguirre - Salvador Nájar - Raúl Anaya - Víctor Trujillo Doblaje España: - Luis Posada: Horton el Elefante - Alberto Mieza: Ned O'Malley, el Alcalde de Villa Quién - María Luisa Solá: Kangaroo - Gemma Ibáñez: Sra. Quilligan - Eduard Farelo: El Presidente - María del Mar Tamarit: Jessica - Miguel Ángel Jenner: Vlad - Alba Sola: Sally O'Malley - Ivan Labanda: JoJo - Rafael Calvo: Morton el Ratón - Domenech Farell: Tragón - Joaquín Díaz: Narrador - Bárbara Pérez: Horton en el tráiler Voces Adicionales: | - Alfonso García Zambrano - Ángela Pujadó - Ariadna de Guzmán - Andrés Bustamante - Bárbara Pérez - David Suárez - Gabriel Calvo - Gerard Clos - Gina Borrás - Gloria Cano - Gonzalo Abril - Javier Amibilia - Josep Llurba - Mario Fernández - Meritxell Mauri - Miguel Calvo - Pablo Gómez - Pedro Lórez - Susana Lladó - Toni Solanes |

Créditos Técnicos
- Estudio de Doblaje: SDI Media de México de S. de R.L. de C.V.
- Director de Doblaje: Eduardo Giaccardi
- Traductor: Jesús Vallejo
- Dirección Musical: Gaby Cárdenas
- Fecha de Grabación: febrero de 2008

Créditos Técnicos
- Estudio de Doblaje: Sonoblok (Barcelona)
- Director de Doblaje: Gonzalo Abril
- Traductor: Josep Llurba
- Dirección Musical: David Suárez
- Fecha de Grabación: febrero de 2008

## Producción
Después del fracaso crítico y taquillero qué significó la película del Gato en el sombrero de 1999, la viuda del Dr. Seuss, Audrey Geisel prohibió cualquier adaptación de acción real de los libros de su difunto esposo, con el tiempo Blue Sky Studios y el en su momento presidente de 20th Century Fox animation (Christopher Meledandri) estaban interesados en adquirir los derechos del libro, así que Steve Martino y Jimmy Hayward hicieron un corto con un diseño preliminar de Horton para mostrar sus ideas de diseño de arte a Geisel, la cual accedió a dar los derechos del libro para su respectiva adaptación.

## Recepción

### Recepción en taquilla
La película debutó en el mercado doméstico con 3,954 salas y en su primer fin de semana de estreno recaudó $45,012,998 con un promedio de $11,000 por sala. Es un segundo fin de semana doméstico se expandió a siete salas de cine más y ya había recaudado $86,010,517. Al final de su periodo de proyección en el mercado doméstico la película había recaudado $154,529,187 en ese mercado. En el mercado internacional podemos mencionar países como México, donde la película debutó con $1,893,428 y Australia dónde debutó con $494,428. Dando así una taquilla internacional de $144,043,360 y un resultado mundial de $298,572,799.

### Recepción crítica
En Rotten Tomatoes la película tiene un porcentaje de aprobación de la crítica de 79% basado en 136 reseñas y un porcentaje de aprobación de la audiencia de 73% pasado en más de 250,000 reseñas. 
El consenso de los críticos según página dice: Horton hears a who! es a la vez caprichosa y conmovedora, y es la rara adaptación del Dr. Seuss que se mantiene fiel al espíritu del material original.
Mariló García del portal de noticias Cinemanía le dio una valoración de cuatro estrellas sobre cinco mencionando que la película está llena de color, luz y diversión. Rich Cline de la página web Shadows on The wall le dio la película dos estrellas y media de cinco, mencionando cosas como que la villana es mala por el hecho de ser mala pero que igualmente la animación es muy buena. Peter Howell de Toronto Star escribió su reseña del largometraje en forma de rima, tal y como son los libros de Dr. Seuss, menciona que los actores de voz principales (Jim Carrey y Steve Carell) no son tan ingeniosos y graciosos y que Carell se ha quedado con el papel del personaje que funciona como saco de boxeo, pero que igualmente la película es encantadora y que el mensaje es muy bueno. 
Scott Lowe de IGN hizo una reseña positiva de la película destacando el mensaje, la expresividad de los dos protagonistas y la detallada animación de la película dándole una clasificación de 4.5 estrellas de 5 o un 9 de 10 si lo convertimos al sistema de clasificaciones que usa IGN actualmente.